# 神奈川県立藤沢北高等学校
神奈川県立藤沢北高等学校（かながわけんりつ ふじさわきたこうとうがっこう）は、かつて神奈川県藤沢市にあった県立高等学校。藤沢市の北東部に位置し、藤沢鎌倉学区に属していた。

## 概観
入学する生徒は藤沢鎌倉学区がほとんどで、1年に数名学区外から入学する者もいた。全盛期には1学年の生徒数が565人になり1学年12クラスになった。2004年には神奈川県立長後高等学校と統合し神奈川県立藤沢総合高等学校となったが、校舎は長後高校のものが使われている。これは藤沢北高校の校舎の耐震強度が低いためである。卒業生は9,798人に上る。
敷地面積で約3万7500平方メートルと当時の神奈川県内の高校としては広い方であった。跡地は藤沢市が神奈川県から買い取り、建物を改修し藤沢市医師会運営の「湘南看護専門学校」が2004年8月26日に移転し用いている。県内でも屈指の広さを誇るグラウンドは藤沢市の消防訓練センターとして利用されており、藤沢市消防本部の出初式や訓練等が行われている。
1977年当時は神奈川県立鶴嶺高等学校に間借りして開校した。

## 歴史
- 1976年9月1日 - 鎌倉湘南方面新設準備にあたる。
- 1977年1月1日 - 鶴嶺高校に間借りして開校。
  - 4月30日 - 開校記念式典挙行。
  - 5月1日 - この日を開校記念日と定める。
- 1978年3月16日 - 校舎一部完成、藤沢市石川（現・天神町）に移転。
- 1979年6月7日 - 全校舎完成、校歌・校旗を発表。
- 1997年11月19日 - 創立20周年。
- 2004年4月1日 - 長後高校と統合し藤沢総合高校になる。
- 2012年12月 - 年末までに建物の取り壊し完了。

### その他
- 1984年 - 空手部が全日本高校代表として渡米。
- 1985年 - サッカー部が新人戦で初優勝。
- 1994年 - 初めて飛行機を使った修学旅行を実施。
- 1998年 - 自転車部が世界選手権へ渡蘭。

## 校内行事
- 入学式
- 体育祭
- 球技大会
- 遠足
- 修学旅行
- 卒業式

## エピソード
- 校歌は当時国語担当の教頭が作詞、当時の生徒による作曲であった。
- 1983年から昇降口前に教職員とPTAが窯焚して陶板で出来た4枚のレリーフが完成した。だが、消防活動の妨げになり1997年に取り壊された。
- 自転車部は大会の常連校で国内でも屈指の強豪校であった。
- 修学旅行の行き先は生徒の投票で決まる。
- 「学校へ行こう!」（TBS系）の人気コーナーであった“未成年の主張”のロケが行われたことがある。

## 部活動

### 運動部
- サッカー部
- 野球部
- ハンドボール部
- バドミントン部
- 自転車部
- バレーボール部
- バスケットボール部
- 陸上部
- 空手部
- 柔道部
- テニス部
- 山岳部
- ダンス部

### 文化部
- 吹奏楽部
- 軽音楽部
- 茶道部
- 美術部
- 漫画研究部
- アマチュア無線部
- 演劇部
- 華道部
- 写真部
- 美術部

## 著名な出身者
- 旭健太郎 - 競輪選手
- 久保田和樹 - 元ボクシング日本ライト級チャンピオン
- 富田京子 - 元プリンセス・プリンセス
- 原博巳 - サックス奏者
- 別府史之 - 自転車プロロードレース選手
- 山下容莉枝
- 星野豊 - NHK元アナウンサー・旭川放送局長。
- 服部陽介 - フリーアナウンサー（元新潟放送アナウンサー）
- 垣内友二 - 元プロサッカー選手（京都パープルサンガ所属）
- 綾部勇成 - 自転車ロードレース選手
- 氏家貴士 - 元サッカー選手